# Tchung Kuo-kang
Tchung Kuo-kang (čínsky pchin-jinem Tóng Guógāng, znaky zjednodušené 佟国纲, tradiční 佟國綱; † 3. září 1660) byl mandžuský aristokrat a generál v říši Čching, strýc císaře Kchang-siho z matčiny strany.

## Život
Tchung Kuo-kang byl nejstarším synem Tchung Tchu-laje († 1658) a strýc císaře Kchang-siho (císař 1661–1722) z matčiny strany.
Roku 1662 zdědil po otci titul vikomta 3. stupně a povýšil v císařské tělesné stráži, roku 1675 působil jako generál u čchingského vojevůdce Oja při potlačení povstání čacharských Mongolů, byl tehdy velitelem záloh v generálské hodnosti an-pej ťiang-ťün („generál zklidňující sever“). Roku 1677, v souvislosti s posmrtným povýšením svého otce mezi vévody 1. stupně, získal takto vzniklý titul. Od roku 1681 velel čínské žluté korouhvi s lemem, současně od roku 1683 velel divizi mušketýrů.
Počínaje rokem 1688 byli – s odkazem na mandžuský původ rodu – potomci Tchung Tchu-laje, včetně Tchung Kuo-kanga, zařazeni do mandžuské korouhve. Téhož roku patřil do delegace vyslané pod vedením Songgotua na jednání s Rusy do Selenginsku, kvůli válce v Mongolsku se vrátili z půli cesty a znova vyrazili následující rok, tentokrát do Něrčinska. Tam jako jeden z čchingských zástupců podepsal Něrčinskou smlouvu, která ukončila rusko-čchingský konflikt.
Roku 1690 sloužil pod Fu-čchüanem jako velitel dělostřelectva ve válce s Džúngarským chanátem. V bitvě u Ulan-Butungu 3. září 1690 padl, střelou z muškety. Císař Kchang-si ocenil svého strýce udělením posmrtného jména Čung-jung (čínsky pchin-jinem Zhōngyǒng, znaky 忠勇, volně „Věrný a statečný“).
Jeho nejstarší syn Olondai († 1726) roku 1690 zdědil vévodský titul a zaujímal vysoké funkce v korouhevních vojskách, mimo jiné divizi střelných zbraní. Druhý syn, Fahai, roku 1694 složil nejvyšší stupeň úřednických zkoušek a získal titul ťin-š’ poté pracoval v akademii Chan-lin, později sloužil jako guvernér různých provincií a ministr vojenství.